# Шныров, Александр Константинович
Шныров, Александр Константинович (1932—1993) — главный конструктор сторожевых кораблей проектов 1135, 1135М, 11352, 11353 для ВМФ СССР и проекта 11351 для Морских сил погранвойск КГБ СССР.

## Биография
Александр Константинович Шныров первый свой судостроительный чертёж сделал во Дворце пионеров, это было в период становления судомоделизма в Ленинграде в 1948—1953 годах.
Окончив Ленинградский кораблестроительный институт в 1956 году, А. Шныров стал работать в ЦКБ-53.
Он участвовал в проектировании больших противолодочных и ракетно-артиллерийских кораблей, став авторов большого числа оригинальных изобретений.
Талантливый и широко эрудированный инженер-кораблестроитель, Шныров являлся руководителем группы перспективного проектирования, которая занималась разработкой эскизных и технических проектов с новыми принципами поддержания.